# Herbert Backe
Herbert Backe (Batumi, Império Russo, atual Geórgia, 1 de maio de 1896 — Nuremberga, 6 de abril de 1947) foi um militar e político alemão do Terceiro Reich e funcionário da SS durante a era nazista. Ele era um ideólogo racial doutrinário, associado de longa data de Richard Walther Darré e amigo pessoal de Reinhard Heydrich. Ele desenvolveu e implementou o Plano de Fome que previa a morte por inanição de milhões de "comedores inúteis" eslavos e judeus após a Operação Barbarossa, a invasão de 1941 da União Soviética.
Este plano foi desenvolvido durante a fase de planejamento para a invasão da Wehrmacht (Forças Armadas Alemãs) e previa o desvio dos alimentos ucranianos para longe do centro e norte da Rússia e redirecioná-los para o benefício do exército invasor e da população da Alemanha. Como resultado, milhões de civis morreram nos territórios ocupados pelos alemães. Ele foi preso em 1945 após a Segunda Guerra Mundial e deveria ser julgado por crimes de guerra em Nuremberg no Julgamento dos Ministérios. 
Foi senador da Sociedade Kaiser Wilhelm, de 1937 a 1946.
Ele cometeu suicídio em sua cela de prisão em 1947.

## Plano Fome
Asse o que pessoalmente nomeado pelo Ministro do Reich para os Territórios Ocupados do Leste, Alfred Rosenberg, como o Secretário de Estado (Estado) da Comissão Ucrânia, onde ele poderia implementar sua política estratégica, o plano de fome (Plano de fome então o plano de calçados). O objetivo do Plano de Fome era infligir fome em massa deliberada às populações civis eslavas sob ocupação alemã, direcionando todos os suprimentos de comida para a população local alemã e para a Wehrmacht na Frente Oriental. O cúmplice mais importante de Herbert Backe era Hans-Joachim Riecke, que chefiava a seção agrícola do Economic Staff East. De acordo com o historiador Timothy Snyder, como resultado do plano de Backe, "4,2 milhões de cidadãos soviéticos (principalmente russos, bielorrussos e ucranianos) morreram de fome pelos ocupantes alemães em 1941-1944".